# Peter Goslicki
Peter Goslicki (* 1936 in Berlin) ist ein deutscher Dramaturg und Hörspielautor.

## Leben und Wirken
Nach dem Schulabschluss und einer Berufsausbildung als Elektromaschinenbauer besuchte Peter Goslicki die Arbeiter-und-Bauern-Fakultät und studierte danach an der Theaterhochschule Leipzig Theaterwissenschaft. Von 1962 bis 1990 war er als Hörspieldramaturg in der Hauptabteilung Funkdramatik beim Rundfunk der DDR tätig, arbeitete 1990 bis 1991 im Hörspielbereich bei Sachsen Radio Leipzig und danach bis 1993 als freier Mitarbeiter bei MDR Kultur.
Peter Goslicki ist Verfasser zahlreicher Hörspiele, Hörspielbearbeitungen, Erzählungen und Szenarien für Fernseh-Produktionen.

## Hörspiele und Hörspielbearbeitungen (Auswahl)
- Macbeth nach William Shakespeare, Musik: Siegfried Matthus, Regie: Fritz Göhler, Rundfunk der DDR 1964.
- Sturm nach William Shakespeare, Musik: Siegfried Matthus, Regie: Fritz Göhler, Rundfunk der DDR 1966.
- Krieg und Frieden nach Leo Tolstoi, Bearbeitung zusammen mit Wolfgang Beck, Regie: Werner Grunow, Rundfunk der DDR 1967.
- Von morgen bis mitternachts nach Georg Kaiser, Musik: Reiner Bredemeyer, Regie: Joachim Staritz, Rundfunk der DDR 1973.
- Prinz Friedrich von Homburg nach Heinrich von Kleist, Regie: Joachim Staritz, Rundfunk der DDR 1976.
- Glassplitter zusammen mit Peter Troche, Rundfunk der DDR 1977[1]
- Maria von Issak Babel, Musik: Reiner Bredemeyer, Regie: Joachim Staritz, Rundfunk der DDR 1978.
- In guten wie in bösen Tagen, Reihe Tatbestand, Regie: Walter Niklaus, Rundfunk der DDR 1979.
- Der getreue Roboter nach Stanislaw Lem, Regie: Werner Grunow, Rundfunk der DDR 1980 / Der Audio Verlag Berlin 2003, ISBN 978-3-89813-231-2.
- Bildbeschreibung nach Heiner Müller, Bearbeitung zusammen mit Achim Scholz und Wolfgang Rindfleisch, Musik: Einstürzende Neubauten, Regie: Achim Scholz, Rundfunk der DDR 1988.

## Buchveröffentlichung
- Tod vorm Deutschen Haus. Mitteldeutscher Verlag Halle 2006, ISBN 3-354-00039-2 (203 Seiten).

## Preis
- Nationalpreis der DDR II. Klasse für Kunst und Literatur 1978 im Kollektiv mit Wolfgang Beck, Jochen Hauser, Ruth Hildebrandt, Siegfried Pfaff und Christa Vetter